# Clown Core
Clown Core (estilizado como ClownC0re ) es un dúo estadounidense de música experimental originario del estado de California y formado en el 2008, en la cual su sonido es de difícil categorización pero que tiene una aproximación y fusión de estilos derivados del grindcore, el free jazz y la música electro. Se especula que los dos artistas que invariablemente usan máscaras de payaso en los videos de su canal de YouTube son el baterista Louis Cole de la banda de indietronica/jazzfunk Knower y el saxofonista Sam Gendel, quien ha actuado con Knower. El álbum homónimo Clown Core fue lanzado en 2010 y también apareció en Spotify. El álbum Toilet siguió ocho años después. El álbum Van apareció en 2020. Todos los álbumes son autoeditados.

## Integrantes

### Formación actual
- Louis Cole - batería (2008 - actualmente)
- Sam Gendel - saxofón (2008 - actualmente)

## Discografía

### Álbumes de estudio
- 2010: "Clown Core" (descarga digital)
- 2018: "Toilet"
- 2020: "Van"

### EPs
- 2021: "1234"

## Recepción
Celia Woitas de la revista alemana Metal Hammer describió la música como "muy alejada de cualquier género musical": "In gewohnter Kloatmosphäre (...) spielen ihren sehr eigenen Musikmix, der sich fernab von jedem Musikgenre befindet". En su reseña de la canción "Hell" (2018) y el análisis del video musical que la acompaña, Axl Rosenberg del sitio web de noticias de heavy metal MetalSucks calificó el proyecto como "una obra maestra del arte moderno" y describió la canción como "desafío para el género". Mick R. de New Noise Magazine compartió la última opinión: "Clown Core simplemente desafía la categorización".